# Scrobigera
Scrobigera es un  género  de lepidópteros perteneciente a la familia Noctuidae. Es originario del Sudeste de Asia.

## Especies
- Scrobigera albomarginata Moore, 1872
- Scrobigera amatrix Westwood, 1848
- Scrobigera claggi Clench, 1953
- Scrobigera hesperioides Walker, 1862
- Scrobigera niveifasciata Rothschild, 1896
- Scrobigera proxima Walker, 1854
- Scrobigera semperi Felder, 1874
- Scrobigera taeniata Rothschild & Jordan, 1903
- Scrobigera umbrosa Clench, 1953
- Scrobigera vacillans Walker, [1865]
- Scrobigera vulcania Butler, 1875